# Aneta Brabcová
Aneta Brabcová (16 de septiembre de 1992) es una deportista checa que compite en tiro, en la modalidad de rifle. En los Juegos Europeos de Minsk 2019 consiguió una medalla de bronce en la prueba de rifle 10 m.

## Palmarés internacional
| Juegos Europeos | Juegos Europeos     | Juegos Europeos   | Juegos Europeos  |
| Año             | Lugar               | Medalla           | Prueba           |
| --------------- | ------------------- | ----------------- | ---------------- |
| 2019            | Minsk (Bielorrusia) | Medalla de bronce | Rifle 10 m mixto |